# غلوريا هولدن
غلوريا هولدن (بالإنجليزية: Gloria Holden)‏ هي ممثلة أمريكية وبريطانية، ولدت في 5 سبتمبر 1903 بلندن في المملكة المتحدة، وتوفيت في 22 مارس 1991 في الولايات المتحدة بسبب مرض.

## أعمال

### أفلام
- (1937) حياة إميل زولا
- (1938) طيار الاختبار
- (1946) الأخت كيني
- (1947) الباعة المتجولون

## وصلات خارجية
- غلوريا هولدن على موقع IMDb (الإنجليزية)
- غلوريا هولدن على موقع روتن توميتوز (الإنجليزية)
- غلوريا هولدن على موقع ألو سيني (الفرنسية)
- غلوريا هولدن على موقع أول موفي (الإنجليزية)
- غلوريا هولدن على موقع قاعدة بيانات الأفلام السويدية (السويدية)
- غلوريا هولدن على موقع إن إن دي بي (الإنجليزية)
- غلوريا هولدن على موقع قاعدة بيانات الفيلم (الإنجليزية)
- غلوريا هولدن على موقع كينوبويسك (الروسية)